# Pieter Jan van Winter
Jonkheer Pieter Jan van Winter (Utrecht, 2 augustus 1895 - Groningen, 6 maart 1990) was een Nederlands historicus.

## Personalia
Prof. jhr. dr. Pieter Jan van Winter was een lid van de adellijke familie Van Winter en een zoon van jhr. Pieter Jacob van Winter, notaris te Woerden en Clasina Proper. Hij huwde tweemaal en kreeg drie dochters, onder wie Johanna Maria van Winter, die als hoogleraar Middeleeuwse Geschiedenis aan de Universiteit Utrecht in de voetsporen van haar vader trad. Hij was de laatste mannelijke telg uit het geslacht Van Winter, waardoor het adellijke geslacht met zijn dochters zal uitsterven.

## Wetenschappelijke carrière
Van Winter werkte aanvankelijk als leraar geschiedenis aan het Amsterdams lyceum, maar werd in 1939 als opvolger van I.H. Gosses aangesteld als hoogleraar Geschiedenis van de Nieuwe en Nieuwste Tijd aan de Rijksuniversiteit Groningen. Daarvóór was hij op 17 juni 1927 te Leiden cum laude gepromoveerd op Het aandeel van den Amsterdamschen handel aan de opbouw van het Amerikaansche Gemeenebest.
Van Winter was een van de meest vooraanstaande historici van zijn generatie, samen met onder meer Jan Romein en Louis Rogier. Samen met de historicus Pieter Geyl schreef hij drie rapporten over de uitgave van bronnen voor de Nederlandse geschiedenis. Zijn positie blijkt onder meer uit het lidmaatschap van de Koninklijke Nederlandse Akademie van Wetenschappen (1947) en een eredoctoraat van de Universiteit van Stellenbosch in Zuid-Afrika (1953).
Van Winter was onder meer voorzitter van de Rijkscommissie voor Vaderlandse Geschiedenis, voorzitter van het directorium van het Rijksinstituut voor Oorlogsdocumentatie en rector-magnificus van de Rijksuniversiteit Groningen. De historicus en latere hoogleraar Arie van Deursen promoveerde bij hem en beschreef de verdiensten van hem (en anderen als Johan Huizinga) voor de historische wetenschap.